# Betplan
Betplan (1793 und 1801 mit den Schreibweisen Besplan und Belplan; okzitanisch: Bèthplan) ist eine französische Gemeinde mit 101 Einwohnern (Stand 1. Januar 2022) im Département Gers in der Region Okzitanien. Sie gehört zum Arrondissement Mirande und zum Gemeindeverband Astarac Arros en Gascogne. Die Einwohner nennen sich Betplanais.

## Geografie
Die Gemeinde Betplan liegt in der Landschaft Armagnac, 26 Kilometer nordnordöstlich von Tarbes und 48 Kilometer südwestlich von Auch. Das 5,46 km² große Gemeindegebiet erstreckt sich über ein bewaldetes Hügelland am Rande des Arrostales; im Westen berührt das Gemeindeareal das rechte Ufer des Flusses Arros, der zum Einzugsgebiet des Adour gehört. Die Hügel erreichen im Osten der Gemeinde an zwei Stellen 306 m über dem Meer, während das Arrostal auf ca. 167 m über Meereshöhe liegt. Neben dem Dorf Betplan besteht die Gemeinde aus den Weilern Les Ainats, Bourdillou, Pédaucat, Hourret, L’Arnau, Louiset, Passariou und Sarrayre. Umgeben wird Betplan von den Nachbargemeinden Malabat im Norden, Troncens im Nordosten, Laguian-Mazous im Osten, Villecomtal-sur-Arros im Süden sowie Haget im Westen.

## Bevölkerungsentwicklung
| Jahr      | 1962 | 1968 | 1975 | 1982 | 1990 | 1999 | 2007 | 2020 |
| Einwohner | 116  | 107  | 91   | 98   | 120  | 136  | 120  | 95   |

Im Jahr 1884 wurde mit 349 Bewohnern die bisher höchste Einwohnerzahl ermittelt. Die Zahlen basieren auf den Daten von cassini.ehess und INSEE.

## Sehenswürdigkeiten
Die Ursprünge der Kirche Saint-Laurent reichen bis ins 13. Jahrhundert zurück. Im Inneren beherbergt sie ein bemerkenswertes Altarbild sowie eine Glockenwand mit drei Nischen.
Das Schloss Betplan stammt aus dem frühen 17. Jahrhundert, besteht aus einem rechteckigen Hauptgebäude, das von vier quadratischen Türmen flankiert wird, die alle mit steilen Schieferdächern gedeckt sind. Die Hauptfassade, der auf der gesamten Länge eine Terrasse mit Balustraden vorausgeht, präsentiert ein imposantes und schweres Portal mit zwei dorischen Pilastern, die ein Gebälk tragen. Das Schloss ist seit 1949 als Monument historique ausgewiesen.
Nahe dem Schloss ist ein Taubenturm erhalten geblieben. Im Dorf Betplan steht zwischen Kirche und Rathaus ein großes Wegkreuz.

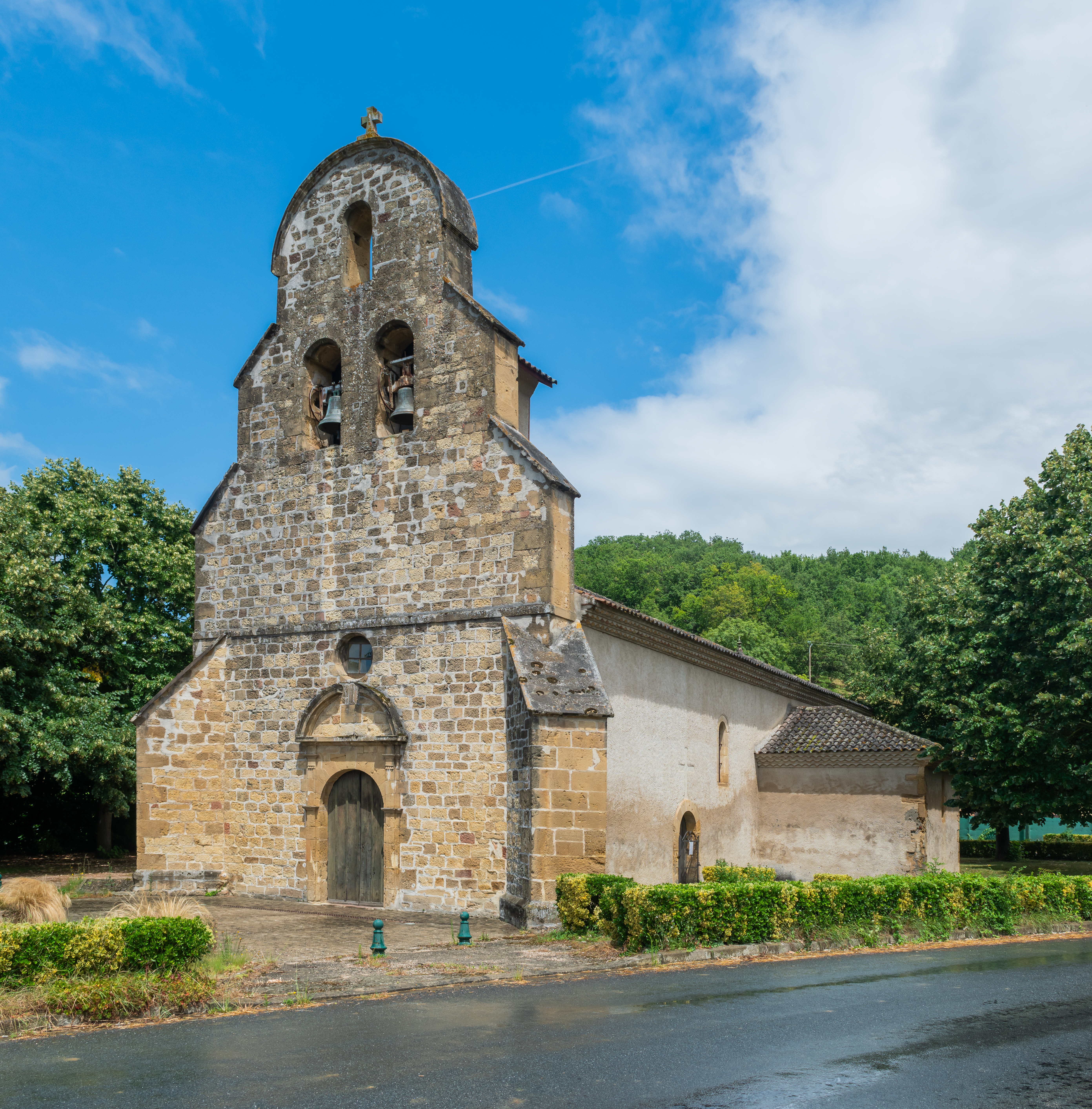
Kirche Saint-Laurent
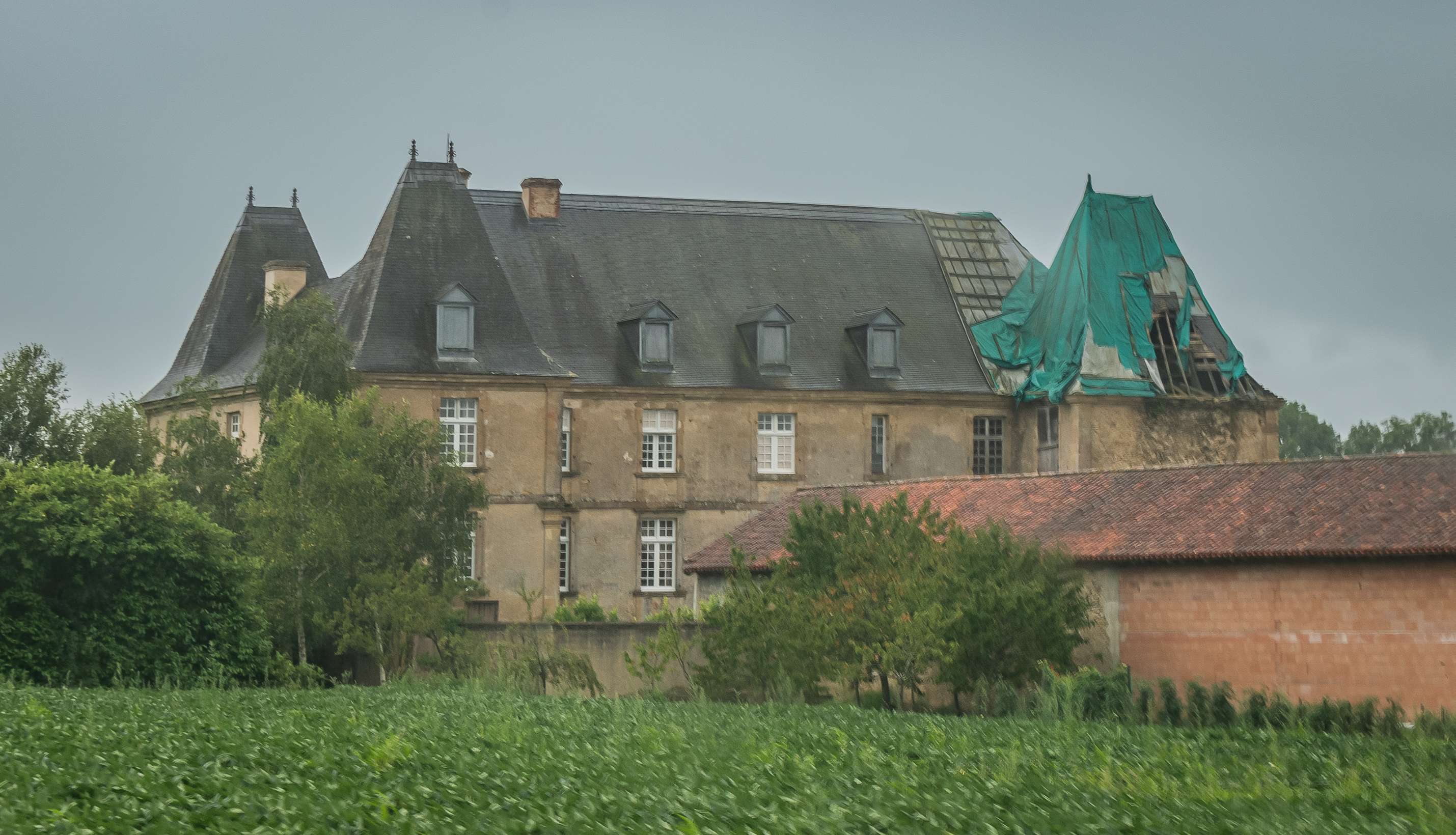
Schloss Betplan

## Wirtschaft und Infrastruktur
In der Gemeinde sind sieben Landwirtschaftsbetriebe ansässig (Getreideanbau, Rinderzucht, Milchviehhaltung).
Die kleinflächigen Weinberge am Rande des Dorfes Betplan liegen außerhalb des Weinbaugebietes Côtes de Saint-Mont.
Betplan liegt an der Fernstraße D38 von Marciac nach Villecomtal-sur-Arros. Unmittelbar südlich von Betplan verläuft die RN 21 von Auch nach Tarbes.

## Belege
1. ↑  Betplan, auf cassini.ehess.fr (französisch)
2. ↑  Betplan auf cassini.ehess
3. ↑  Betplan auf INSEE
4. ↑  Château in der Base Mérimée des französischen Kulturministeriums (französisch)
5. ↑  Landwirtschaftsbetriebe in Betplan (französisch)